# Ribatejada
Ribatejada ist eine zentralspanische Gemeinde (municipio) mit 900 Einwohnern (Stand: 2024) im Nordosten der Autonomen Gemeinschaft Madrid. 

## Lage
Ribatejada liegt im Nordosten der Gemeinschaft Madrid ca. 36 km nordöstlich von Madrid. 

## Bevölkerungsentwicklung
| 1930 | 1950 | 1970 | 1981 | 1991 | 2001 | 2011 | 2021 |
| ---- | ---- | ---- | ---- | ---- | ---- | ---- | ---- |
| 411  | 322  | 237  | 269  | 274  | 373  | 655  | 863  |

## Sehenswürdigkeiten
- Petruskirche (Iglesia de San Pedro Apóstol) aus dem 15. Jahrhundert im Mudéjar-Stil, seit 1996 eingetragen als Bien de Interés Cultural
- Rathaus

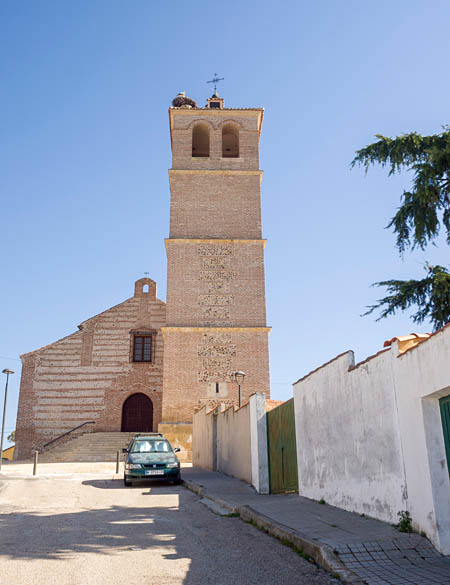
Petruskirche
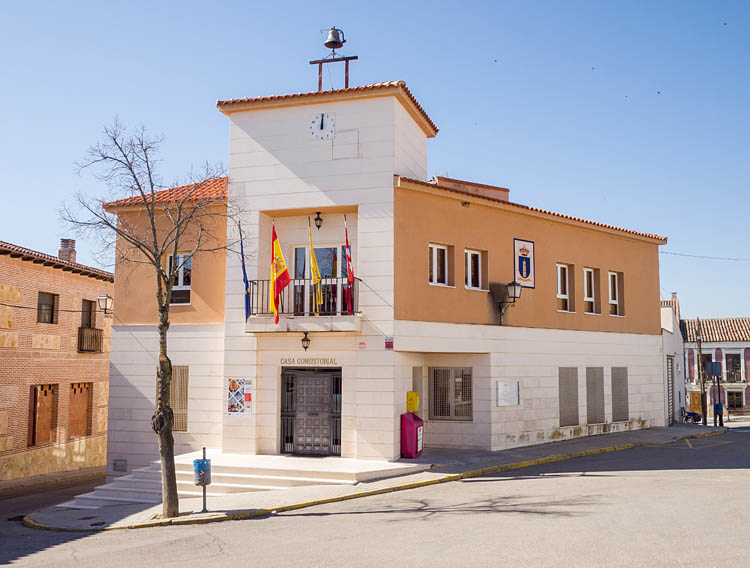
Rathaus